# Javornice
Javornice település Csehországban, Rychnov nad Kněžnou-i járásban. Javornice Pěčín, Jahodov, Rychnov nad Kněžnou, Slatina nad Zdobnicí és Liberk településekkel határos. Lakosainak száma 1109 fő (2024. január 1.).

## Népesség
A település lakosságának változását az alábbi diagram mutatja:
| Lakosok száma | 1917 | 1888 | 1711 | 1270 | 990  | 876  | 1006 | 1050 | 1101 | 1109 |
|               | 1869 | 1890 | 1921 | 1950 | 1980 | 2001 | 2017 | 2019 | 2022 | 2024 |